# Antonia: A Portrait of the Woman
Dit overzicht is mogelijk incompleet; u kunt helpen door het uit te breiden.
Antonia: A Portrait of the Woman is een Amerikaanse documentaire uit 1974, geregisseerd door Jill Godmilow en geproduceerd door Judy Collins. De film volgt de Nederlands-Amerikaanse componiste en dirigente Antonia Brico, en hoe ze als vrouw moet vechten in haar door mannen gedomineerde vakgebied. 
De film werd in 2003 opgenomen in het National Film Registry.